# Campsicnemus femoratus
Campsicnemus femoratus är en tvåvingeart som beskrevs av Ringdahl 1949. Campsicnemus femoratus ingår i släktet Campsicnemus och familjen styltflugor. Arten är reproducerande i Sverige. Inga underarter finns listade i Catalogue of Life.